# Чорногорія на зимових Олімпійських іграх 2014
Чорногорія на зимових Олімпійських іграх 2014 року у Сочі була представлена 2 спортсменами (одним чоловіком та однією жінкою) в одному виді спорту — гірськолижний спорт. Прапороносцем на церемонії відкриття Олімпіади був гірськолижник Тарік Хаджич.
Чорногорія, як незалежна держава, вдруге взяла участь в зимових Олімпійських іграх. Чорногорські спортсмени не здобули жодної медалі.

## Учасники
| Вид спорту          | Чоловіки | Жінки | Всього |
| ------------------- | -------- | ----- | ------ |
| Гірськолижний спорт | 1        | 1     | 2      |
| Усього              | 1        | 1     | 2      |

## Гірськолижний спорт
| Спортсмен       | Дисципліна                   | Спуск 1 | Спуск 1 | Спуск 2 | Спуск 2 | Разом   | Разом | Разом |
| Спортсмен       | Дисципліна                   | Час     | Місце   | Час     | Місце   | Час     | Місце |       |
| --------------- | ---------------------------- | ------- | ------- | ------- | ------- | ------- | ----- | ----- |
| Тарік Хаджич    | гігантський слалом, чоловіки | 1:36.55 | 71      | 1:35.84 | 60      | 3:12.39 | 62    |       |
| Тарік Хаджич    | слалом, чоловіки             | 1:00.95 | 71      | 1:06.99 | 36      | 2:07.94 | 38    |       |
| Івана Булатович | слалом, жінки                | 1:07.49 | 53      | 1:05.31 | 44      | 2:12.80 | 44    |       |